# Westgotenreich

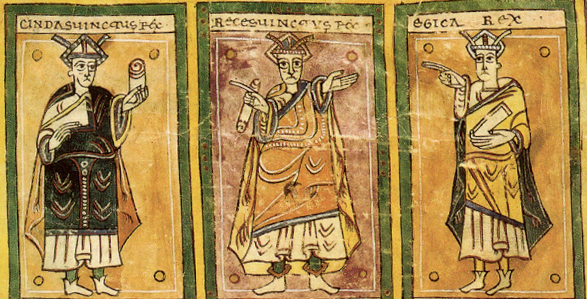
Westgotische Könige:
Chindaswinth, Rekkeswinth und Egica
Abbildung aus dem Codex Vigilanus (976)

Das Westgotenreich war das von 418 bis 711 (bzw. 725) bestehende Reich der Westgoten, das seinen Schwerpunkt zunächst in Südwestgallien und später auf der Iberischen Halbinsel hatte.
Für die Zeit von 418 bis 507 spricht man vom Tolosanischen Reich oder Reich von Toulouse, mit der Hauptstadt Tolosa (dem heutigen Toulouse). Nach dem Verlust des größten Teils der südgallischen Gebiete einschließlich der Hauptstadt Tolosa durch die Niederlage gegen die Franken in der Schlacht von Vouillé (507) verlagerte sich der Schwerpunkt des Westgotenreiches auf die Iberische Halbinsel. Damit begann die zweite Phase, die nach der neuen Hauptstadt Toledo als Toledanisches Reich bezeichnet wird.
Nach der Niederlage der Westgoten unter Roderich gegen ein muslimisches Invasionsheer unter Tāriq ibn Ziyād im Jahre 711 war der Untergang des Westgotenreiches besiegelt. Einzelne Regionen leisteten länger Widerstand (in der nordöstlichen Tarraconensis bis 719, im südgallischen Reichsteil Septimanien bis 725). In Asturien leistete der westgotische Adlige Pelagius erfolgreich Widerstand, was oft als Beginn der Reconquista angesehen wird.
Das aus einem föderierten Kriegerverband hervorgegangene Westgotenreich stellt in vielerlei Hinsicht eine Brücke zwischen Antike und Mittelalter dar, da hier einerseits länger als in vielen anderen Regionen des römischen Westens spätantike Strukturen fortbestanden und andererseits in einigen Bereichen mittelalterliche Lebens- und Rechtsformen prototypisch und in Ansätzen entwickelt wurden.

## Tolosanisches Reich 418–507

### Politische Geschichte

#### Etablierung des Reiches
Nach einem gescheiterten Versuch, über die Meerenge von Gibraltar nach Africa zu gelangen, musste der zuvor von Alarich und Athaulf geführte gotische Kriegerverband auf der Iberischen Halbinsel unter seinem rex Wallia im Frühjahr 416 ein Bündnis mit der weströmischen Regierung schließen, das die Goten verpflichtete, als Foederaten gegen die germanischen Gruppen zu kämpfen, die 409 in Hispanien eingefallen waren. Dieser Feldzug dauerte bis zum Sommer 418, dann kehrten die Goten auf römischen Befehl nach Gallien zurück und erhielten von den Römern ein Gebiet in Aquitanien zugewiesen, von dem aus sie versorgt werden sollten. Dies geschah weitgehend in Kooperation mit der gallorömischen Oberschicht. Das Weströmische Reich versprach sich davon die Abwehr der Vandalen und anderer germanischer Gruppen, die 406/407 über den Rhein nach Gallien eingedrungen waren. Offenbar erschien der römischen Regierung in Ravenna die Duldung der westgotischen Ansiedlung, deren Umstände und Bedingungen in der Forschung sehr umstritten sind, als das kleinere Übel. Tatsächlich zogen die Westgoten 422 mit den kaiserlichen Truppen gegen die Vandalen in den Kampf, doch ging es ihnen wohl vor allem um einen Zugang zum Mittelmeer. Das Streben der föderierten Westgoten nach gesicherten Einkünften und Handlungsspielräumen gegenüber der weströmischen Regierung sollte für Jahrzehnte prägend bleiben.
Die wechselnden römischen Machthaber versuchten, die kampfstarken Goten für ihre Zwecke zu instrumentalisieren, deren Stellung angesichts der instabilen kaiserlichen Regierung gefährdet blieb. Die Westgoten übten daher ihrerseits früh und immer wieder militärischen Druck aus, um den Abschluss günstigerer foedera zu erzwingen. Der römische Heermeister Aëtius, der 434 nach einem Bürgerkrieg an die Macht gekommen war, konnte zwei westgotische Angriffe auf Arelate (heute Arles) abwehren. Ein Angriff der Westgoten auf Narbo Martius (heute Narbonne) 436 führte zu einem mehrjährigen wechselvollen Krieg mit den Römern, die auch hunnische Söldner einsetzten, aber schließlich eine schwere Niederlage erlitten. Die verlustreichen Kämpfe endeten schließlich 439 mit einem neuen Vertrag. Dieses foedus räumte den Goten deutlich mehr Rechte ein. In der Folgezeit bemühte sich der westgotische rex Theoderich I. um ein Bündnis mit den Vandalen gegen Aëtius, das jedoch scheiterte, da der Vandale Geiserich 442 die Front wechselte und eine Tochter Theoderichs verstümmeln ließ.
In der Schlacht auf den Katalaunischen Feldern (451) kämpften die Westgoten auf Seiten von Aëtius gegen die Hunnen Attilas und andere Völkerschaften. Sie bildeten anscheinend den größten und kampfkräftigsten Teil der Allianz gegen die Hunnen. Offenbar hatte Theoderich I. befürchtet, dass ein weiteres Vordringen der Hunnen auch seine Herrschaft gefährden würde; vor allem aber scheint der Umstand, dass Attila mit seinem Todfeind Geiserich verbündet war, dazu geführt zu haben, dass er sich nach längerem Schwanken entschied, seinen einstigen Gegner Aëtius zu unterstützen. Die Westgoten waren anschließend maßgeblich am Sieg auf den Katalaunischen Feldern beteiligt, doch fiel Theoderich I. im Kampf. Sein Sohn und Nachfolger Thorismund war ein Feind des Aëtius, den er nicht weiter unterstützen wollte, und zog mit seinen Truppen ab.

#### Erneutes Föderatenverhältnis zu Rom
453 kam bei den Westgoten Theoderich II. durch einen Mord an seinem Bruder Thorismund an die Macht. Er erneuerte das Foederatenverhältnis zu den Römern und das Bündnis mit Aëtius, da er innerhalb des Weströmischen Reichs eine maßgebliche Machtstellung zu erringen hoffte. Als Aëtius 454 erschlagen wurde und neue Wirren in Italien ausbrachen, wollte Theoderich die Umstände nutzen, um seinen Einfluss zu vergrößern. Diesem Ziel diente die Erhebung des gallorömischen Senators Avitus zum Kaiser, die auf Theoderichs Drängen 455 in Arles erfolgte. Avitus, einst ein Anhänger des Aëtius, zog mit westgotischen Truppen nach Italien, konnte sich aber nicht lange in Rom behaupten, weil die westgotischen Krieger 456 Italien wieder verließen, um in Hispanien gegen das regnum der Sueben zu kämpfen. Zwar blieben sie dabei siegreich, doch fehlte ihre Kampfkraft Avitus, der daher von seinen innerrömischen Feinden beseitigt wurde. Das Scheitern des Avitus wurde von der gallorömischen Oberschicht als Niederlage empfunden und führte wohl zu einer Entfremdung zwischen den Gallorömern und der weströmischen Regierung in Ravenna, was die Westgoten begünstigte. Theoderich II. wollte diese Lage zur Eroberung von Arles nutzen, scheiterte aber an dem Heermeister Aegidius. Dieser schlug die Westgoten 458 im Auftrag des neuen Kaisers Majorian vor Arles, worauf das Föderatenverhältnis ein weiteres Mal erneuert wurde. Hinter Majorian stand der neue Heermeister Ricimer, der mit dem westgotischen Herrscherhaus verwandt war. Als Aegidius nach dem Sturz Majorians, der 461 von Ricimer fallengelassen und getötet wurde, gegen die neuen Machthaber Roms rebellierte und sie von seinem nordgallischen Machtbereich aus bekämpfte, verbündete sich Theoderich II. mit Ricimer und dem neuen Kaiser Libius Severus gegen ihn und besetzte Narbonne. Erneut hatten sich die Westgoten also die Bürgerkriege der Römer gegeneinander zunutze gemacht. 463 erlitten sie in der Schlacht bei Orléans allerdings eine schwere Niederlage.

#### Expansion an die Loire und nach Hispanien

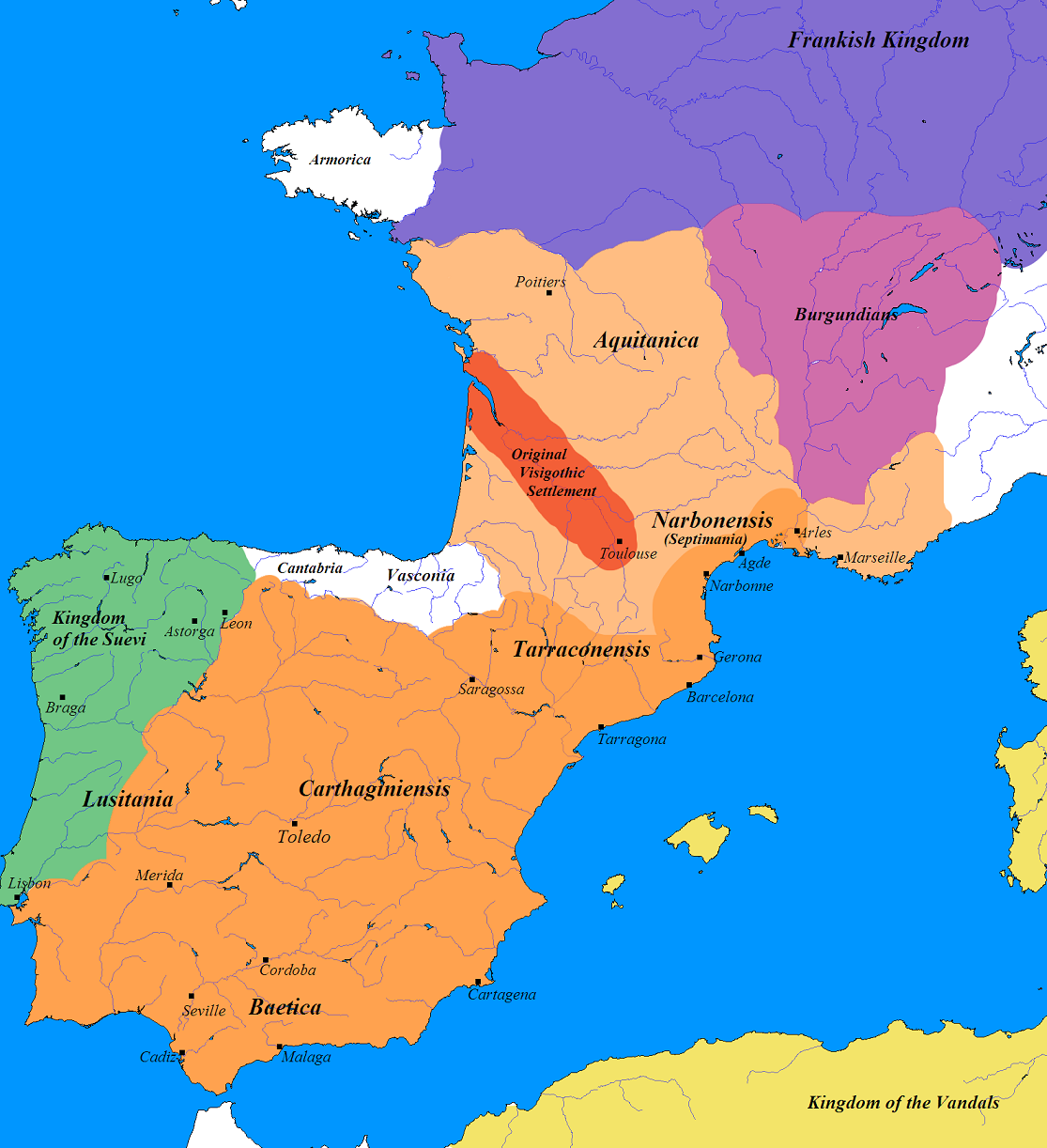
Entwicklung des Westgotenreiches; rotorange: Ansiedlung der Westgoten in Aquitanien ab 418; orange und hellorange: Ausbreitung des Westgotenreiches bis 507; orange: Westgotenreich (mit Septimanien) zwischen 507 und 552; grün: Suebenreich, das ab 585 zum Westgotenreich gehörte.

Der Tod des Aegidius, der 464/465 starb, verschaffte den Westgoten Gelegenheit zur Expansion im Loireraum. 466 wurde Theoderich II. von seinem jüngeren Bruder Eurich (II.) beseitigt. Nach seiner Machtergreifung begann Eurich, ein bedeutender Herrscher, mit diplomatischen Vorbereitungen zu einer großen Offensive gegen die Römer. 468 erlitten diese eine katastrophale Niederlage gegen Geiserich, und nun nutzte Eurich die Schwäche der kaiserlichen Regierung aus und löste das Föderatenverhältnis endgültig auf. Er dehnte seinen Machtbereich bis zur Loire, in die Auvergne und im Süden bis weit nach Hispanien hinein aus. Ein Vorstoß auf Rom scheiterte zwar, doch im Jahr 475 schloss er Frieden mit Kaiser Julius Nepos, der den Westgoten die von ihnen eroberten Gebiete überließ und ihre Unabhängigkeit anerkannte. Nach der Absetzung des letzten weströmischen Kaisers Romulus Augustulus im folgenden Jahr besetzten Eurichs Truppen auch das bis zuletzt römisch gebliebene Gebiet um Arles. Auf eine weitere Expansion in Gebiete östlich der Rhône und nördlich der Loire verzichtete Eurich.
Die Westgoten besetzten in der zweiten Hälfte des 5. Jahrhunderts etappenweise auch große Teile der Iberischen Halbinsel. Sie beschränkten sich zunächst auf wichtige Stützpunkte wie Mérida. Erst in den neunziger Jahren des 5. Jahrhunderts kam es zu mehreren größeren Ansiedlungswellen. Den Anlass dazu bot wohl der fränkische Druck auf die Loiregrenze.
Unter Eurich erreichte das Westgotenreich den ersten Höhepunkt seiner Macht. Als er 484 starb, war es nach Ausdehnung und Einwohnerzahl der bedeutendste der Nachfolgestaaten des Weströmischen Reichs. Die Ausdehnung betrug rund 750 000 Quadratkilometer, die Einwohnerzahl wird auf 10 Millionen geschätzt.

#### Gebietsverluste an die Franken
Ab dem späten 5. Jahrhundert erstarkten die Franken. Unter dem Merowinger Chlodwig I., der mehrere fränkische Verbände vereinigen konnte, vernichteten sie 486/487 das Reich des römischen Machthabers Syagrius nördlich der Loire. Syagrius floh zu den Westgoten, die ihn auf fränkischen Druck an Chlodwig auslieferten. Die Loire bildete nun die fränkisch-westgotische Grenze. 507 ging Chlodwig zum Angriff über; in der Schlacht von Vouillé besiegte er Alarich II., den Sohn und Nachfolger Eurichs. Alarich fiel in der Schlacht. Die Franken eroberten die westgotische Hauptstadt Tolosa, wo sie einen Teil des Königsschatzes erbeuteten. So ging der gallische Teil des Reichs bis auf Septimanien, einen Küstenstreifen am Mittelmeer um Narbonne, verloren. Nur das Eingreifen des Ostgotenkönigs Theoderich, der ab 511 für einige Jahre die Regierung des Westgotenreichs übernahm, ermöglichte den Westgoten die Bewahrung Septimaniens. Damit endete das Tolosanische Reich.

### Kultur- und Sozialgeschichte

#### Rechtswesen
In seiner rund neunzigjährigen Geschichte wurde das Tolosanische Reich auf verschiedenen Gebieten zum Vorbild für andere regna Galliens und Hispaniens. Im Rechtswesen war der wohl um 475 eingeführte Codex Euricianus, ein nach seinem Urheber, König Eurich, benanntes Gesetzbuch, die erste Rechtskodifikation eines poströmischen Herrschers. Indem Eurich das eigentlich nur dem Kaiser zurstehende Recht der Gesetzgebung usurpierte, demonstrierte er seine Unabhängigkeit. Der Codex wurde zur Basis für die spätere Gesetzgebung westgotischer Herrscher und auch zum Muster für fremde Volksrechte wie das alamannische und bayrische Recht.
Der Codex Euricianus enthielt das personale Recht der Westgoten, während das Recht der romanischen Bevölkerung in der Lex Romana Visigothorum kodifiziert wurde. Die Lex Romana Visigothorum wurde 506 von Alarich II. in Kraft gesetzt; daher wird sie auch Breviarium Alaricianum genannt. Es handelt sich um eine Überarbeitung des Codex Theodosianus, einer spätantiken römischen Gesetzessammlung, nach der sich die romanische Bevölkerung des Westgotenreichs vor 506 gerichtet hatte. Für die frühmittelalterliche Rezeption des römischen Rechts in Westeuropa bildete die Lex Romana Visigothorum eine wichtige Grundlage. Der Codex Euricianus und die Lex Romana Visigothorum regelten Rechtsakte wie Kauf und Schenkung, Testamente, Darlehen und Urkunden. Bei Prozessen zwischen Goten und Romanen wurden die Vorschriften des Codex Euricianus angewendet. Er enthielt einen auffallend hohen Anteil an Bestimmungen, die aus dem römischen Recht stammten; offenbar war er unter erheblicher Mitwirkung romanischer Juristen entstanden. Der Umstand, dass ein so stark römisch geprägtes und in lateinischer Sprache abgefasstes Werk schon im 5. Jahrhundert für Rechtsstreitigkeiten der Goten untereinander maßgeblich war, ist ein wichtiger Hinweis auf frühe, weitreichende Assimilation der westgotischen Krieger an ihre Umgebung und für den Versuch, die spätrömische Verwaltung fortzusetzen.

#### Besitzverhältnisse
Die Ansiedlung der Westgoten könnte mit zwangsweiser Landabtretung durch römische Grundbesitzer verbunden gewesen sein, doch wird diese Frage seit Jahrzehnten in der Forschung kontrovers diskutiert. Es kam jedenfalls keineswegs zu einer umfassenden und systematischen Enteignung; vielmehr gab es im Tolosanischen Reich reiche römische Großgrundbesitzer, die sich von Bewaffneten schützen ließen und ihre Landsitze befestigten. Die soziale Schichtung war stark ausgeprägt. Auffallend viele Bestimmungen des Codex Euricianus befassen sich mit Unfreien, deren Zahl offenbar beträchtlich war. Die Gefolgschaften bestanden teils aus Freien, teils aus Unfreien. Freie Gefolgsleute durften den Gefolgsherren wechseln. Einfache Freie gerieten offenbar oft in schwere soziale Notlagen; davon zeugen Bestimmungen des Codex Euricianus, die vom Selbstverkauf Freier und vom Verkauf Freier als Sklaven gegen ihren Willen handeln. Eine Bestimmung, die den Verkauf von Kindern freier Eltern verbietet, zeigt, dass auch dies vorkam.

#### Stellung der Romanen im Reich
Alles in allem kann man sagen, dass die gotischen Krieger als Nachfolger der kaiserlichen Armee für die Verteidigung des Reiches zuständig waren, während die romanisierte Mehrheitsbevölkerung für ihren Unterhalt zu sorgen hatte. Insgesamt war die Stellung der Römer bzw. Romanen im Tolosanischen Reich daher vorteilhaft. Sie mussten im Gegensatz zu den Westgoten keinen Kriegsdienst leisten, konnten aber freiwillig im westgotischen Heer dienen und dort sogar hohe Kommandostellen einnehmen. So kämpften 507 Aristokraten senatorischer Herkunft mit den Westgoten gegen die Franken Chlodwigs I. Auch in der Verwaltung waren den Romanen Spitzenämter zugänglich. Zwar mussten sie im Unterschied zu den gotischen Kriegern Steuern zahlen, doch war ihre Steuerlast offenbar wesentlich geringer als im spätantiken Römischen Reich. Militär- und Zivilverwaltung waren nicht mehr getrennt. Beide wurden von duces geleitet, die Goten oder Romanen sein konnten; sie fungierten im Krieg als Heerführer und übernahmen im Frieden in ihren Amtsbezirken Verwaltungsaufgaben, zu denen wohl auch richterliche Funktionen gehörten. Die Tradition der römischen Provinzialverwaltung bestand fort. Eine wichtige Verwaltungseinheit bildete die Stadt (civitas), an deren Spitze ein comes civitatis (wörtlich „Stadtgraf“) stand, dem auch das örtliche Justizwesen unterstellt war.

#### Assimilation an die romanische Kultur
Den Hintergrund zum Verständnis der Assimilation bilden die demographischen Verhältnisse. Die Schätzungen der Anzahl der im Tolosanischen Reich lebenden Westgoten schwanken zwischen rund 70 000 und 200 000, was einem Anteil von etwa ein bis zwei Prozent der Gesamtbevölkerung (zum Zeitpunkt der größten Ausdehnung des Reichs) entspricht. Die Ortsnamenforschung zeigt, dass die westgotische Siedlung sich auf den Umkreis von Toulouse konzentrierte; im größten Teil des Reichs fehlen gotische Ortsnamen. Von der Assimilation zeugt das Schwinden des gotischen Brauchtums. Im Lauf der Zeit – genauere Anhaltspunkte zur Datierung fehlen – verschwand die gotische Tracht. Die gotische Sprache, die ja von Anfang an nur von einigen zehntausend Menschen gesprochen wurde, wurde langsam zurückgedrängt; bis zum Ende des Tolosanischen Reichs war sie aber noch weit verbreitet. Die Herrscher verfügten allerspätestens seit Theoderich II., dessen Lehrer der spätere Kaiser Avitus war, über gute Lateinkenntnisse; am Hof Eurichs bestand Interesse an lateinischer Dichtung.
Trotz der fortschreitenden Romanisierung der Goten gab es in der gebildeten romanischen Oberschicht auch eine intensive Verachtung der germanischen „Barbaren“. Ein Beispiel dafür ist der berühmte Dichter und Bischof Sidonius Apollinaris, dessen Schriften eine bedeutende Quelle zur Kulturgeschichte des Tolosanischen Reiches bilden. Er machte keinen Hehl daraus, dass er von den Goten nichts hielt. Mischehen zwischen Goten und Romanen blieben bis Ende des 6. Jahrhunderts verboten.

#### Religion
Die Romanen waren hauptsächlich Nizäer, die Goten Homöer. Dieser religiöse Gegensatz erzeugte ein Gefühl der Fremdheit zwischen den Volksgruppen. Die daraus resultierenden Spannungen schwankten stark in Abhängigkeit von der wechselhaften Religionspolitik der Westgotenkönige. Theoderich I. pflegte ein gutes Verhältnis zu den Nizäern, so dass sogar nizäische Bischöfe für ihn als Gesandte tätig waren. Theoderich II. scheint an religiösen Fragen relativ uninteressiert gewesen zu sein. Diese Politik der Toleranz oder Gleichgültigkeit änderte sich radikal unter Eurich, der den Nizäern die Neubesetzung vakanter Bistümer nicht gestattete. Dadurch konnte er, ohne zu Gewaltmaßnahmen greifen zu müssen, das kirchliche Leben der Nizäer weitgehend lahmlegen. Da die weitgehend nizäischen Quellen aber nichts davon berichten, dass er Bekehrungsversuche unternahm, ist davon auszugehen, dass seine antinizäische Haltung eher politisch denn religiös motiviert war; er sah in den Nizäern und vor allem ihren Bischöfen potentielle Verbündete des ebenfalls nizäischen weströmischen Kaisers. Alarich II. schlug wiederum einen nizäerfreundlichen Kurs ein. Er übernahm in seine Lex Romana Visigothorum Bestimmungen des römischen Rechts, welche die juristische Stellung der romanischen Kirche regelten, nicht jedoch ein Gesetz Kaiser Valentinians III., das die gallische Kirche dem Papst unterstellte. Somit wollte er den Einfluss Roms zurückdrängen und vermutlich eine eigenständige nizäische Landeskirche schaffen. 506 erlaubte er das Zusammentreten der Synode von Agde, einer katholischen Reichssynode, die der Metropolit Caesarius von Arles leitete. Alarichs Ziel war offenbar, den religiösen Gegensatz zu entschärfen und die nizäischen Romanen für den westgotischen Staat zu gewinnen.

## Toledanisches Reich 507–725

### Politische Geschichte

#### Krise, Herrschaft ostgotischer Könige
Nach 507 stürzte das Westgotenreich in eine Krise. Sein Schwerpunkt verlagerte sich nach dem Verlust des größten Teils der gallischen Gebiete nach Hispanien. Das militärische Eingreifen der Ostgoten auf westgotischer Seite gegen die angreifenden Franken und die mit ihnen verbündeten Burgunden rettete zwar dauerhaft Septimanien (den Rest des westgotischen Herrschaftsgebiets nördlich der Pyrenäen), doch verloren die Westgoten dabei zunächst ihre Unabhängigkeit. Die Ostgoten vertrieben Gesalech, den unehelichen Sohn und Nachfolger des 507 gefallenen Königs Alarich II., und der Ostgotenkönig Theoderich der Große übernahm die Herrschaft im Westgotenreich, wo er bis zu seinem Tod (526) anderthalb Jahrzehnte lang regierte. Die Verwaltung überließ er seinen Beauftragten. Theoderich war der Schwiegervater Alarichs II. und Großvater von dessen Sohn Amalarich, regierte aber nicht als Vormund des anfangs unmündigen Amalarich, sondern in eigenem Namen. Anscheinend beabsichtigte er eine dauerhafte Verschmelzung der beiden Reiche. Nach seinem Tod machten sich aber die Westgoten unter Amalarich wieder selbständig. Amalarichs Truppen erlitten 531 bei Narbonne eine Niederlage gegen den Frankenkönig Childebert I., was zu neuen Gebietsverlusten der Westgoten führte. Bald darauf wurde Amalarich ermordet. Nach einigen Monaten ohne Herrscher erhoben die Westgoten Theudis, einen Ostgoten, zu ihrem neuen König. Er setzte die langwierige militärische Auseinandersetzung mit den Franken fort.

#### Auseinandersetzung mit dem Oströmischen Reich
Zugleich drohte nach der Vernichtung des nordafrikanischen Vandalenreichs durch eine Streitmacht des Kaisers Justinian ein oströmischer Angriff auf Hispanien. Bei ersten Kämpfen der Westgoten mit den Oströmern um die Stadt Ceuta an der Straße von Gibraltar konnten sich die kaiserlichen Truppen durchsetzen. 548 wurde Theudis wie schon sein Vorgänger ermordet. Er war einer der zahlreichen Westgotenkönige, die einen gewaltsamen Tod fanden. Die Gründe für Mordanschläge auf die Könige waren teils politischer, teils privater Natur. Attentate, Rebellionen und Staatsstreiche waren auch in der Folgezeit so häufig, dass der fränkische Chronist Pseudo-Fredegar dafür den Begriff „gotische Krankheit“ (morbus Gothicus) prägte. Einer der Aufstände bot den Oströmern den Vorwand zum Eingreifen; 552 landeten sie als Verbündete eines westgotischen Rebellen an der Südküste Hispaniens und besetzten dort unter dem greisen patricius Liberius ein Küstengebiet, das mindestens von Carthago Nova (Cartagena) bis Málaga reichte und unter anderem die wichtigen Städte Córdoba und Medina Sidonia umfasste. Dieser Raum, der im Wesentlichen der alten Provinz Baetica entsprach, wurde von Justinian als Spania reorganisiert, blieb knapp 80 Jahre oströmisch und unterstand einem eigenen magister militum. Während dieser 80 Jahre kämpften Oströmer und Westgoten mit wechselndem Erfolg gegeneinander.

#### Machtentfaltung unter Leovigild
Unter dem tatkräftigen König Leovigild (568/9–586) erlebte das Westgotenreich einen bedeutenden Aufschwung. Leovigilds Ziel war es, die gesamte Pyrenäenhalbinsel unter seine Herrschaft zu bringen. Sein Expansionsstreben richtete sich gegen die Oströmer, gegen das Königreich der Sueben im heutigen Galicien und Nord-Portugal, gegen die Kantabrer und Basken sowie gegen kleinere Machtzentren, die sich in der Hand von einheimischen Kleinkönigen oder örtlichem Adel befanden. In einer Reihe von erfolgreichen Feldzügen konnte Leovigild die Oströmer zurückdrängen, die Sueben unterwerfen und ausgedehnte Gebiete, die zuvor von regionalen und lokalen Machthabern beherrscht worden waren, dem Westgotenreich einverleiben. Ein fränkischer Angriff auf Septimanien wurde zurückgeschlagen, die Rebellion von Leovigilds Sohn Hermenegild niedergeworfen. Auf religiösem Gebiet scheiterte jedoch Leovigilds Versuch, die Spannungen zwischen Arianern und Katholiken aufzulösen. Ein wichtiges Anliegen Leovigilds war die „Imperialisierung“ des Königtums durch Imitation des oströmischen Kaisertums. Dies äußerte sich beispielsweise in seiner Kleidung, Hofhaltung und Münzprägung: Leovigild war der erste Westgotenkönig, der sich offen als souveräner Herrscher gab. Er hörte auf, das Bild des römischen (byzantinischen) Kaisers auf seine Goldmünzen zu setzen und signalisierte damit, dass er die formale Oberhoheit Konstantinopels nicht mehr anerkannte. Zudem trug er als erster Westgote Krone und Purpur, und nach der Art der römischen Kaiser gründete er eine neue Stadt, die er nach seinem Sohn Rekkared Reccopolis nannte.

#### Übergang zum katholischen Christentum, Feldzüge gegen die Basken
Leovigilds Sohn und Nachfolger Rekkared I. (586–601) konnte den Krieg gegen die Franken siegreich beenden. Er beseitigte die religiöse Zwietracht im Reich, indem er 589 vom Arianismus zum Katholizismus übertrat, was das Ende des Arianismus im Westgotenreich zur Folge hatte. Rekkared kämpfte auch gegen die Oströmer und die Basken, doch ohne durchschlagenden Erfolg. Bis zum Ende des Westgotenreichs unternahmen die Könige immer wieder Feldzüge gegen die Basken; die dabei erzielten Erfolge blieben aber jedes Mal vorübergehend, da sich die unterworfenen Basken stets aufs Neue erhoben. Die Wiederholung der Feldzüge zeigt deren Erfolglosigkeit; eine dauerhafte Befriedung der baskischen Gebiete gelang nicht.

#### Innere Machtkämpfe im 7. Jahrhundert

Westgotenreich im 7. Jahrhundert

Rekkareds jugendlicher Sohn und Nachfolger Liuva II. wurde nach nur anderthalbjähriger Regierung schon 603 entmachtet; eine Verschwörung von Adligen brachte seinen Nachfolger Witterich an die Macht. Damit endete die von Leovigild begründete Dynastie. In der Folgezeit setzte sich das Prinzip der Wahlmonarchie wieder durch (wobei allerdings in manchen Fällen unklar ist, ob eine Wahl stattfand oder der bloße Erfolg eines Staatsstreichs oder Aufstands zur Legitimation des neuen Königs ausreichte). Einzelne Könige (Sisebut, Suinthila, Chintila) versuchten vergeblich, durch Erhebung eines Sohnes zum Mitregenten eine dauerhafte Dynastie zu begründen; wenn ein Thronfolger zur Herrschaft gelangte, wurde er schon nach kurzer Regierung beseitigt. Adelsverschwörungen und Rebellionen mit dem Ziel, den regierenden König zu stürzen und durch einen Usurpator zu ersetzen, lassen die politische Instabilität und die Schwäche des Königtums erkennen. Um 625 gelang König Suinthila die Rückeroberung der letzten oströmisch-byzantinischen Stützpunkte in Hispanien.
Zu einer Reaktion des Königtums auf die Übermacht und Unzuverlässigkeit des Adels kam es unter Chindaswinth (642–653). Chindaswinth war selbst durch einen Staatsstreich an die Macht gekommen und ging dann mit außerordentlicher Härte systematisch gegen Adelsgruppen vor, die er mangelnder Loyalität verdächtigte. Seinem Terrorregime fielen Hunderte von Adligen zum Opfer. Chindaswinths Ziel war eine weitgehende Auswechslung der Führungsschicht, die Ersetzung des bisherigen selbständigen Adels durch zuverlässige Gefolgsleute des Königs. Es gelang ihm, seinem Sohn Rekkeswinth, den er zum Mitregenten erhob, die Nachfolge zu sichern.
Nach Rekkeswinths Tod (672) kam es wieder zu einer echten Königswahl; der bereits bejahrte Adlige Wamba wurde zum neuen König erhoben. Er ist der erste frühmittelalterliche Herrscher, für den eine Salbung als Herrscherweihe nach alttestamentlichem Vorbild in den Quellen ausdrücklich bezeugt ist. Wamba erwies sich als tüchtiger, energischer Herrscher; einen Aufstand in Septimanien konnte er unterdrücken, doch wurde er nach achtjähriger Herrschaft durch eine Hofintrige entmachtet und zur Abdankung gezwungen.
In den Jahren 693/694 sowie erneut in den ersten Jahren des 8. Jahrhunderts brachen schwere Epidemien aus, die das Reich schwächten; hinzu kam Hungersnot. Diese Faktoren führten zu einem erheblichen Bevölkerungsrückgang. Machtkämpfe zwischen Königtum und rebellischen Adelsgruppen dauerten an.

#### Untergang des Westgotenreichs
Im Zuge der islamischen Expansion setzte im Frühjahr 711 eine relativ kleine, aus Arabern und – überwiegend – Berbern bestehende Streitmacht über die Straße von Gibraltar (angeblich unterstützt von einem ehemaligen byzantinischen Statthalter namens Julian) und begann die Invasion des Westgotenreichs. König Roderich, der erst seit dem Vorjahr regierte und gerade mit Kämpfen gegen aufständische Basken beschäftigt war, eilte ihnen entgegen. Im Juli 711 siegten die Muslime in der Schlacht am Río Guadalete, in der Roderich fiel. In den folgenden Jahren eroberten sie die Iberische Halbinsel und zuletzt auch Septimanien. In der nordöstlichen Region Tarraconensis leisteten westgotische Truppen noch bis 719, im südgallischen Septimanien noch bis 725 Widerstand.
Allerdings trifft es nicht zu, dass eine der rivalisierenden Adelsparteien die Muslime zu Hilfe rief und so die muslimische Invasion der Iberischen Halbinsel veranlasste oder zumindest förderte. Bei dem angeblichen Landesverrat handelt es sich um eine später stark ausgeschmückte Legende, die – wie die moderne Forschung gezeigt hat – der historischen Realität widerspricht und auf das Bedürfnis nach Erklärung der katastrophalen Niederlage und nach Schuldzuweisung zurückzuführen ist.
Zuletzt fielen die Städte Nîmes und Carcassonne. Zudem gibt es Hinweise, dass einzelne gotische Widerstandsnester im Osten Septimaniens nicht von den Arabern eingenommen wurden, sondern später direkt an das Frankenreich fielen. Dies wird für das Jahr 756 in der Chronik der Stadt Uzès ( Histoire d’Uzès) berichtet. Einige Goten scheinen sich zudem in die Pyrenäen zurückgezogen zu haben, wo sie unter Führung von Pelagius gemeinsam mit den Einheimischen erfolgreich Widerstand leisteten.

### Kultur-, Verfassungs- und Sozialgeschichte

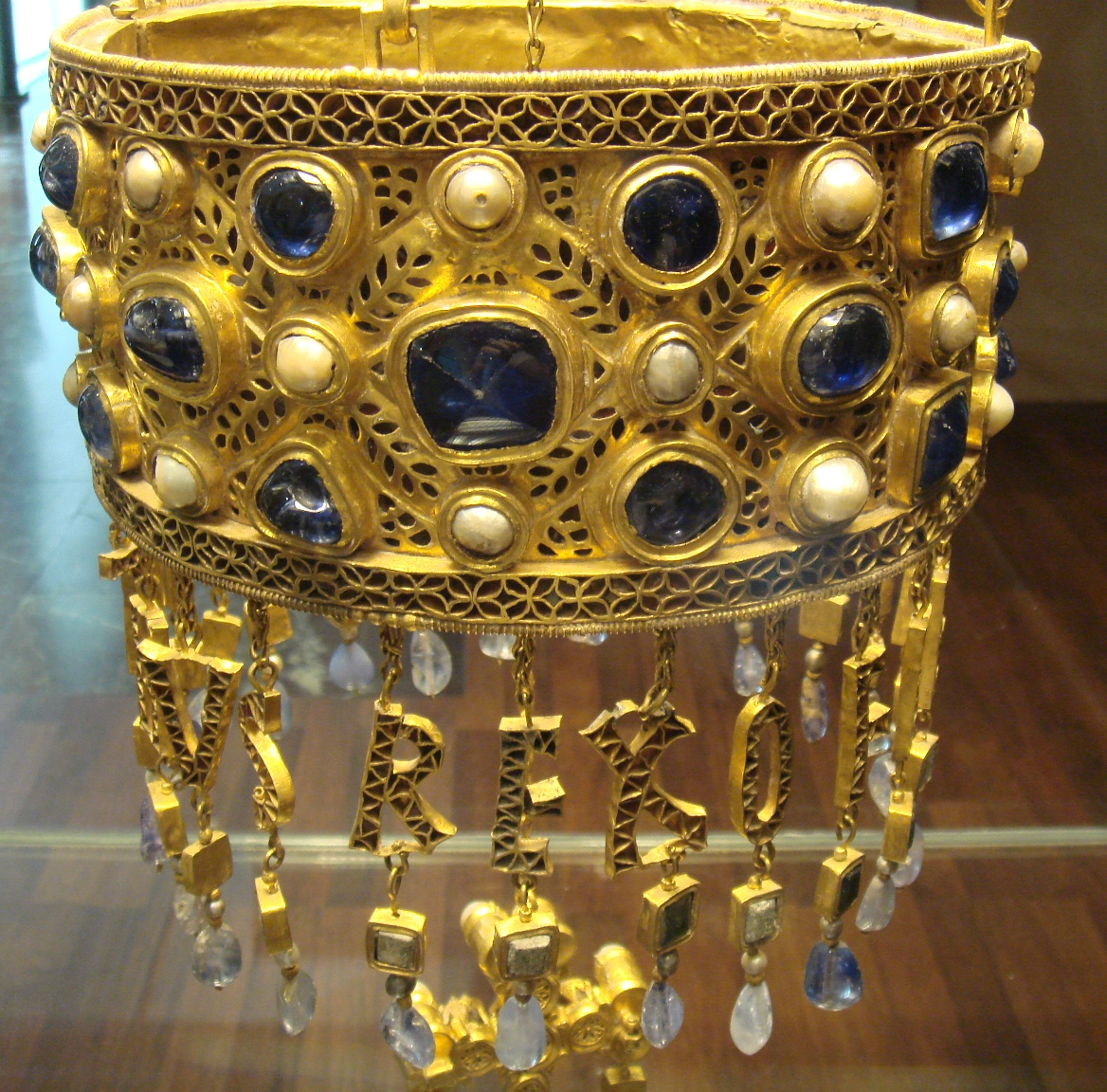
Die Votivkrone des Westgotenkönigs Rekkeswinth (653–672), aus dem Schatz von Guarrazar

#### Identitätsstiftende Faktoren
Im 5. und 6. Jahrhundert war das Westgotenreich noch eng mit dem spätantiken Mittelmeerraum verbunden. Auffallend ist dann eine kulturelle Isolierung des Westgotenreichs im 7. Jahrhundert. Vorgänge außerhalb der eigenen Reichsgrenzen fanden in westgotischen Quellen nun nur noch wenig Beachtung; umgekehrt wurden in Quellen aus Gebieten außerhalb der Iberischen Halbinsel Ereignisse bei den Westgoten selten registriert.
Mit den anderen Ostgermanenstaaten teilte das Westgotenreich den politischen Grundkonflikt zwischen der kleinen Schicht der germanischen Eroberer und den romanisierten Untertanen. Vier Faktoren trugen zu seiner Überwindung bei: Seit dem Ende des 5. Jahrhunderts gab es den gemeinsamen Kriegsdienst von (berittenen) Goten und (meist zu Fuß kämpfenden) Romanen. Unter Leovigild wurde das Verbot von Mischehen aufgehoben und das römische Erbrecht der Töchter auch bei den Germanen eingeführt. Der Übertritt Rekkareds zum Katholizismus, der zur Auslöschung des Arianismus führte, ermöglichte die Vollendung der Verschmelzung von Westgoten und Provinzialrömern zu einem nun religiös geeinten Reichsvolk. Unter Rekkeswinth wurde schließlich 654 das Nebeneinander von westgotischem Volksrecht und provinzialrömischem Recht aufgehoben. In keiner anderen germanischen Staatsgründung kam es zu einem solchen Angleichungsprozess von Kulturen der Herrschenden und Beherrschten, wenngleich dieser durch Absorption der Eroberer in das spätrömisch-byzantinische Kulturmilieu erfolgte.
So erlebte das Westgotenreich seit der Wende vom 6. zum 7. Jahrhundert eine kulturelle Blütezeit, die unter anderem von Maximus von Saragossa, Isidor von Sevilla und Ildefons von Toledo geprägt wurde. Für Isidor waren die Romani (Byzantiner) bereits Ausländer, gegen die man sich zur Wehr setzen musste; die Loyalität der spanischen Provinzialen gegenüber dem byzantinischen Kaiserreich war erloschen.

#### Druck auf die jüdische Bevölkerung
Die an diesem Vorgang nicht beteiligten Juden blieben als einzige nichtkatholische Bevölkerungsgruppe übrig. Daher ergriffen die Westgotenkönige und die katholische Kirche energische Maßnahmen mit dem Ziel, die Juden zur Konversion zum katholischen Glauben zu zwingen und sie so zu assimilieren. Zahlreiche scharfe Konzilsbeschlüsse und Gesetze dienten dem Zweck, den Juden, die ihren Glauben behielten, das Leben zu erschweren und sie vor allem ihrer Einnahmequellen durch Handelstätigkeit zu berauben. Ab 694 befanden sich die Juden in einer faktisch rechtlosen Lage, ihr Eigentum wurde konfisziert und ihre Kinder wurden ihnen weggenommen und in christliche Familien gegeben.

#### Westgotische Reichsidee
König Rekkeswinth erließ 654 ein einheitliches Gesetzbuch für Goten und Romanen (Liber iudiciorum oder Liber iudicum). Damit setzte sich im Rechtswesen das Territorialprinzip gegenüber dem früheren Grundsatz des personalen (an die Volkszugehörigkeit gebundenen) Rechts durch. Die Idee eines solchen einheitlichen Reichsrechts stellte eine Pionierleistung der Westgoten dar, denn in den anderen Germanenreichen herrschte noch das ethnische Prinzip. Damit zeigte sich im Westgotenreich eine Entwicklung vom Personenverbandsstaat zum territorialen Flächenstaat. Solchem Denken und dem damit zusammenhängenden Aufkommen einer transpersonalen Staatsidee entsprach auch der Umstand, dass eine Reichsteilung unter den Söhnen eines verstorbenen Herrschers, wie sie bei den Franken und Burgunden üblich war, für die Westgoten nicht in Betracht kam. Mitregenten erhielten zwar eigene Herrschaftsbereiche, doch war dabei nie eine reale Aufteilung in eigenständige Staaten beabsichtigt. Prominente Metropoliten wie Isidor von Sevilla und Julian von Toledo – der eine romanischer, der andere jüdischer Herkunft – identifizierten sich als Geschichtsschreiber völlig mit der Westgotenherrschaft und wurden zu Propagandisten der westgotischen Reichsidee. Es entstand ein Zusammengehörigkeitsgefühl der Bewohner der Iberischen Halbinsel, wobei sich auch die Romanen nun als „Goten“ betrachteten. Dieser hispanisch-westgotische „Nationalismus“ äußerte sich in einer Verherrlichung des eigenen Volkstums und in scharfer Polemik gegen die auswärtigen Feinde (Oströmer und „Gallier“ oder Franken). In den Rechtsquellen tauchte oft der Begriff des „Vaterlandes“ (patria) auf, dem man Loyalität schuldete.

#### Verhältnis von weltlicher und geistlicher Macht
Die Konzile von Toledo zeigten die gegenseitige Durchdringung von weltlicher und geistlicher Macht im Westgotenreich; die Könige mischten sich massiv in kirchliche Angelegenheiten ein und die Bischöfe in die Politik. So fassten Bischöfe als Konzilsteilnehmer Beschlüsse über das Vorgehen bei der Königswahl. Sie übernahmen auch von Amts wegen Aufgaben im weltlichen Justizwesen und bei der Steuererhebung; die Kirche wurde wie ein Zweig der Staatsverwaltung behandelt.

#### Feudalisierung
In der Spätphase des Westgotenreichs kam es zu einer zunehmenden Feudalisierung. Der Hofadel trat in den Vordergrund; an der Königswahl durften ab 653 nur noch Hofadlige (maiores palatii) und Bischöfe teilnehmen, während zuvor alle Vornehmen das aktive Wahlrecht besessen hatten. Nach der Wahl schworen der neue König und seine Wähler einander Eide, die spätestens ab 672 auch schriftlich fixiert und unterzeichnet wurden. Die Treueide entstammten der Gedankenwelt des Gefolgschaftswesens. Es wurden aber nicht nur die Hofadligen, sondern alle freien Reichsbewohner auf den König vereidigt. Die Gefolgsleute des Königs (fideles regis) waren ihm durch einen besonderen Eid verbunden. Der König verlieh ihnen Ländereien, behielt sich aber vor, diese Leiheverhältnisse jederzeit zu widerrufen. Diese Landleihe, die ein wichtiges Instrument der königlichen Politik zur Sicherung der Loyalität der Gefolgschaft bildete, kann als eine Vorstufe der Belehnung im Rahmen des mittelalterlichen Lehnswesens betrachtet werden, die auch mit einer Entvölkerung der großen Städte einherging. Im Unterschied zur fränkischen Institution der Vasallität blieb das Treue- und Dienstverhältnis jedoch privatrechtlicher Art; es ersetzte nicht die Rolle der Zivilverwaltung. Inwieweit man für die Spätphase des Westgotenreichs von einem „Protofeudalismus“ oder prefeudalismo (ein von dem Historiker Claudio Sánchez-Albornoz geprägter Ausdruck) sprechen kann, ist umstritten. Jedenfalls wurde der Hofadel immer mächtiger. König Rekkeswinth bezeichnete die Hofadligen 653 als seine „Gefährten in der Regierung“ (in regimine socios). Das 13. Konzil von Toledo (683) verfügte, dass kein Hofadliger ohne ein Gerichtsverfahren verurteilt werden durfte; zuständig war für solche Verfahren ein Standesgericht aus Bischöfen und Hofadligen. Dieses „westgotische Habeas-corpus-Gesetz“, das den Hofadel vor königlicher Willkür schützen sollte, wurde zwar später missachtet, doch zeugt seine Existenz von der Macht des Hofadels, der sich zumindest zeitweise sogar gegenüber dem König, dem er seine Existenz verdankte, durchsetzen konnte.

#### Probleme im Heerwesen

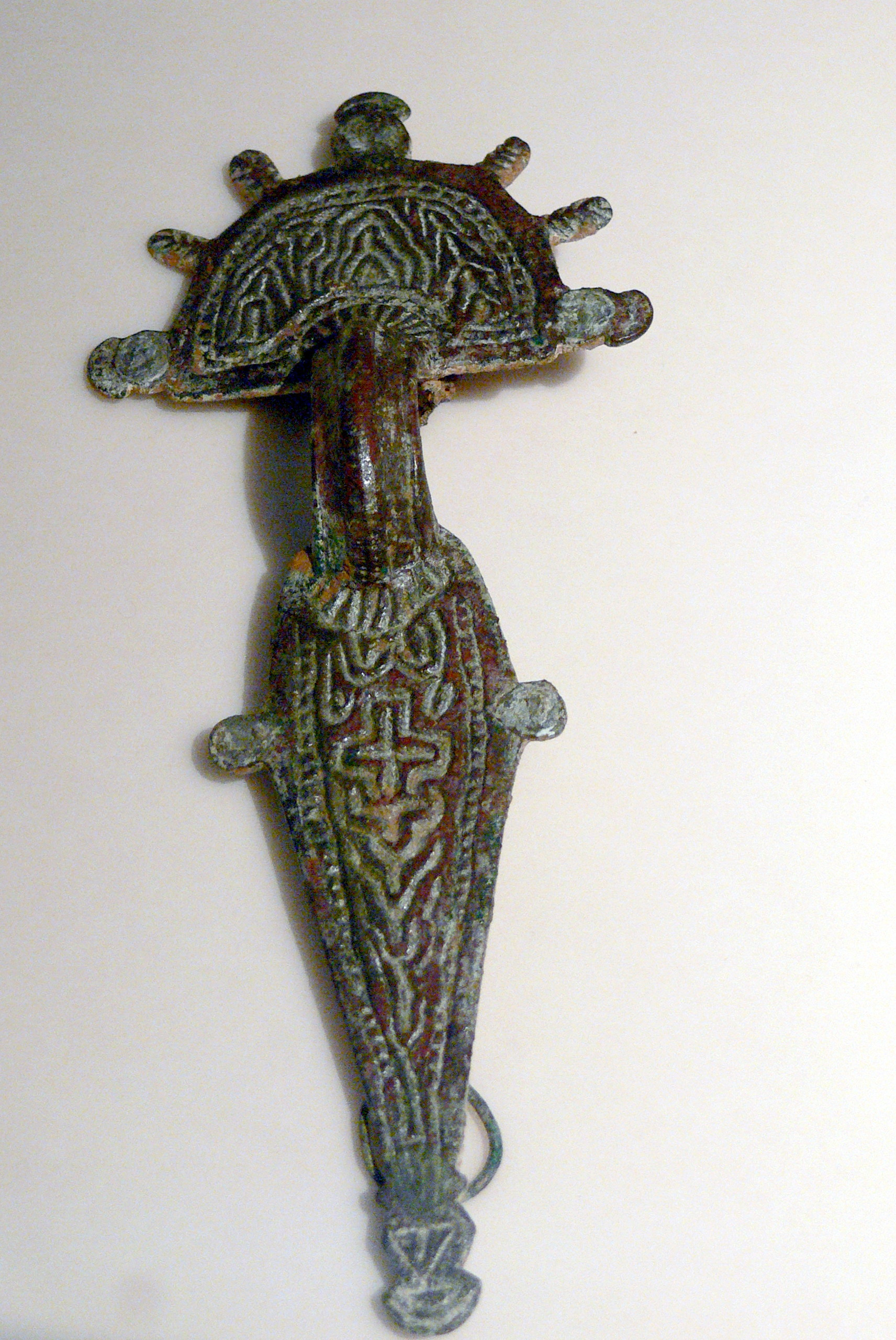
Westgotische Bügelfibel des 6. Jahrhunderts aus Castiltierra (Provinz Segovia, Spanien)

Im westgotischen Heerwesen trat im Lauf des 7. Jahrhunderts ein Verfall ein. Eine wesentliche Rolle spielte dabei der Umstand, dass zahlreiche Wehrpflichtige sich dem Heeresdienst entzogen, wodurch der Anteil der Freien im Heer zurückging. Der größte Teil des Heeres bestand aus Unfreien, die mit ihren Herren zum Kriegsdienst einrückten. Die Vornehmen rüsteten nur einen kleinen Teil ihrer Unfreien aus und führten ihn ins Feld. Gesetze König Wambas und seines Nachfolgers Erwig illustrieren diese unbefriedigenden Verhältnisse; Wamba drohte bei Nichterfüllung der militärischen Pflichten den Säumigen drastische Vermögens- und Freiheitsstrafen an. Diese Militärgesetze spielen in der Forschungsdebatte um den westgotischen „Protofeudalismus“ eine wichtige Rolle.

#### Besitzverhältnisse und Armut
Der Adel zeichnete sich durch seine faktische Macht aus; einen eigenen abgegrenzten Stand im rechtlichen Sinn bildeten die westgotischen Adligen allerdings nicht. Die Schicht der einfachen Freien dagegen war am Schwinden, obwohl die Könige sie mit ihrer Gesetzgebung zu stärken versuchten. Unter den Freien standen im sozialen Rang die freigelassenen Sklaven. Sie waren nicht Freien gleichgestellt, sondern verblieben in einem Abhängigkeitsverhältnis zu ihren bisherigen Herren.
Im 7. Jahrhundert verschärften sich die sozialen Unterschiede im Westgotenreich. Einer sehr reichen Oberschicht, deren Vermögen hauptsächlich aus Landbesitz bestand, stand eine wachsende Zahl von Unfreien (Sklaven) und Freigelassenen gegenüber. Bischofskirchen, Klöster und Pfarrkirchen besaßen zahlreiche Sklaven. Bischöfe ließen ihre Kirchensklaven als Strafe verstümmeln; dies kam so oft vor, dass Konzilien sich veranlasst sahen, es durch besondere Bestimmungen zu verbieten. Häufig entflohen Sklaven ihren Herren und lebten dann in großer Armut auf der Flucht. Dadurch entstand ein Mangel an Arbeitskräften. Wahrscheinlich schlossen sich die flüchtigen Sklaven oft Räubern an, die das Reisen und die Tätigkeit von Boten gefährlich machten. Ein strenges Verbot der Kindestötung durch ein Gesetz König Chindaswinths illustriert die extreme wirtschaftliche Notlage vieler Familien, die das Motiv für solche Verzweiflungstaten bildete.

## Nachwirkung
In Asturien gründeten einige Jahre nach der Niederlage gegen die Araber rebellierende Christen das Königreich Asturien (siehe Pelayo). Dessen Herrscher betrachteten sich als Nachfolger der Westgotenkönige und legitimierten damit ihre Herrschaft (sogenannter Neogotismus).
Das Westgotenreich bildete in vielerlei Hinsicht eine Brücke zwischen Antike und Mittelalter, da hier länger als in vielen anderen Regionen des römischen Westens spätantike Strukturen fortbestanden, andererseits Lebens- und Rechtsformen des Mittelalters in einigen Bereichen prototypisch und in Ansätzen entwickelt worden sind. Ein Beispiel hierfür ist unter anderem auch Theodulf von Orleans, der 750 als Sohn westgotischer adeliger Eltern in Septimanien geboren wurde und später Bischof von Orléans und einer der wichtigsten Berater Karls des Großen wurde.
Die Stadtgründungen Re(c)copolis und Victoriacum durch König Leovigild sind belegt; in anderen Fällen scheint es sich weniger um Städte, als um erweiterte Befestigungen gehandelt zu haben.